# Evald Åkeson-Lundegård
Jöns Christian Evald Åkeson-Lundegård (i riksdagen kallad Åkeson-Lundegård i Landskrona), född 25 april 1827 i Simrishamn, Malmöhus län, död 21 juli 1915 i Hörby, var en svensk kyrkoherde och riksdagsman. Han var far till Axel Lundegård och Justus Lundegård.
Åkeson-Lundegård prästvigdes 1854 och blev 1879 kyrkoherde i Hörby församling (Lunds stift). Han var som riksdagsman ledamot av riksdagens andra kammare 1876-1881, invald i Landskrona valkrets. Han var även ledamot av Landskrona stadsfullmäktige åren 1869-1880.